# Marasmarcha asiatica
Marasmarcha asiatica är en fjärilsart som beskrevs av Hans Rebel 1902. Marasmarcha asiatica ingår i släktet Marasmarcha och familjen fjädermott. Inga underarter finns listade i Catalogue of Life.